# راي إيست
راي إيست (20 يونيو 1947 - ) (بالإنجليزية: Ray East)‏ هو لاعب كريكت بريطاني.

## وصلات خارجية
- راي إيست على موقع إي آس بي آن كريك إنفو (الإنجليزية)